# Cartes
Cartes – gmina w Hiszpanii, w prowincji Kantabria, w Kantabrii, o powierzchni 19,02 km². W 2011 roku gmina liczyła 5558 mieszkańców.